# プラットフォーム資本主義
プラットフォーム資本主義（プラットフォームしほんしゅぎ、英語: platform capitalism）は、Google、Facebook、Apple、マイクロソフト、Uber、Airbnb、Amazonなどに代表されるプラットフォーム運営会社の活動に言及した表現。このような事業モデルにおいては、ハードウェアの面でもソフトウェアの面でも彼らの事業が、他のアクターたちがおこなう事業の基盤（プラットフォーム） として用いられる。
プラットフォーム資本主義は、様々な論者たちによって、有益なものであるとも、 有害なものであるとも論じられている。プラットフォーム資本主義において認められる諸々の傾向は、監視資本主義についての議論で描写されるものと共通性がある。諸産業が全面的に依存しているようなプラットフォームを構築するテクノロジー企業は、その一存次第で、容易に諸産業を崩壊させることができる。これに対し、プラットフォーマーを国家と同等の存在に見立て、国家における憲法に相当するような統制を行うべきという「デジタル立憲主義」なども法学者等の間で唱えられている。
プラットフォーム資本主義は、それがオープンサイエンスに及ぼす可能性のある影響についても、議論が展開されている。
プラットフォーム資本主義は、プラットフォーム協同組合主義 (platform cooperativism) と対照的なものとされてきた。単に利潤動機によるのではなく、フェアネスやシェアリングに焦点を当てようとしている企業体は協同組合と称され、これに対してより伝統的な普通の会社、例えば Airbnb や uber は、プラットフォーム資本家と称されるが、両者の対比は、協同組合主義的プラットフォーム (cooperativist platforms) と資本主義的プラットフォーム (capitalist platforms) の対抗関係となる。ちなみに、ウィキペディアのように、ボランティアによる無報酬の労働に依存しているプロジェクトは、コモンズ・ベースト・ピア・プロダクション (commons-based peer-production) によって主導されていると分類することができる:31, 36。

## 関連図書
- 水嶋一憲、ケイン樹里安、妹尾麻美、山本泰三 編著、プラットフォーム資本主義を解読する：スマートフォンからみえてくる現代社会、ナカニシヤ出版、2023年